# Jokadu
Jokadu är ett distrikt i Gambia. Det ligger i regionen North Bank, i den västra delen av landet, 40 km öster om huvudstaden Banjul. Antalet invånare var 22 312 vid folkräkningen 2013. De största orterna då var Munyagen, Kerr Jarga Jobe, Kuntaya, Kerr Omar Saine, Darsilameh och Gissay.